# Christopher Reeve
Christopher D’Olier Reeve (New York, 1952. szeptember 25. –‎ Mount Kisco, 2004. október 10.) BAFTA-, Primetime Emmy- és Grammy-díjas amerikai színész, filmrendező, forgatókönyvíró és filmproducer.
Hírnevét Superman / Kal-El, illetve Clark Kent megformálásával szerezte az 1978–1987 közötti szuperhősfilmekben. Az 1980-as évekből többek között a Valahol, valamikor (1980), a Halálcsapda (1982), A bostoniak (1984), illetve A hamis riport (1987) című mozifilmek fűződnek a nevéhez. A Broadwayn is játszott színdarabokban, mint a Július 5-e (1980–1982) és a Figaro házassága (1985) szereplőjeként. Az 1990-es évek elején a Függöny fel (1992), a Napok romjai (1993), a Hallgass velem (1994) és a Minden gyanú felett (1995) című filmekben szerepelt.
1995 májusában súlyos balesetet szenvedett egy lóversenyen: a lova a harmadik akadály előtt hirtelen megtorpant, ő meg lecsúszott róla. A keze beleakadt a kantárba, így a fejére esett, eltörve a nyakcsigolyáját. A gerincveleje elszakadt, így nyaktól lefelé teljesen lebénult. Élete végéig kerekesszékbe kényszerült.
1998-ban már betegen egy súlyosan sérült építészt alakított a Hátsó ablak című filmben. Megalapította a Christopher Reeve Alapítványt, amely a hozzá hasonlóan mozgássérült embereken segít. Később súlyos fertőzést kapott, majd kómába esett. 2004. október 10-én halt meg szívinfarktusban, 52 évesen. Tévé- és mozifilmek állítanak emléket számára: Superman II., Superman visszatér (mindkettő 2006-ban készült) és a Smallville 4. évadjának Rajongás című része (2004).

## Fiatalkora és tanulmányai
1952. szeptember 25-én New York városában született. Apja, Franklin D’Olier Reeve író és tudós volt. A Princetoni Egyetemen szerzett diplomát, Christopher születésekor pedig orosz nyelvből tette le a mesterfokozatot a Columbia Egyetemen. Édesanyja, Barbara Pitney Lamb újságírónő volt. Egy fiútestvére született 1953. október 6-án, Benjamin. A Reeve család eredete a 17. századig vezethető vissza; őseik az Angliából bevándorolt első telepesek között voltak.
Szülei 1956-ban elváltak. Édesanyja újraházasodott, Tristam B. Johnsonhoz ment feleségül. A New Jersey-i Princetonba költöztek. Itt mindkét fiú a Princeton Day School magániskolába került. Christopher mind tanulmányi, mind sportteljesítményével kitűnt társai közül. Szerepelt a legjobb tanulók listáján, kiválóan baseballozott, amerikai futballozott, teniszezett és jégkorongközött.
1962-ben, 10 évesen talált rá hivatására: számos gyermekjelölt közül beválogatták a The Yeomen of the Guard operettbe. 1968-ban elfogadta a gyakornoki állást a Williamstown Színházi Fesztiválon a massachusettsbeli Williamstownban. A munkahelyén, ahol dolgozott, egy jelenetet adott elő a Híd című darabból, amire Olympia Dukakis felfigyelt, és azt mondta: „Le vagyok nyűgözve. Rendkívüli tehetséged van. Ne fuseráld el!” A következő év nyarán a Harvard Summer Repertory Theater Companynél kapott állást Cambridge-ben, heti 44 dollárért. Egy orosz matrózt alakított a Túszban mint „Beliav”, és az Egy hónap vidéken című darabban. Egy híres színházi kritikus, Elliot Norton Beliavként nyújtott színészi játékát „megindítóan eredményesnek” nevezte.
Reeve első románca egy 23 éves színésznővel volt. A nő párkapcsolatban élt, ennek azonban kölcsönösen véget vetettek, amikor a színésznőt egy hétfő reggelen Christopherrel találta a hálószobában a barátja. A románc Reeve és a 23 éves színésznő között pár hónap után véget ért a korkülönbség miatt.

### Cornell
Miután befejezte a Princeton Day Schoolt, 1970 júniusában a maine-beli Boothbay-ben játszott színdarabokban, és eltervezte, hogy New Yorkba megy színházi munkát keresni. Ehelyett édesanyja tanácsát megfogadva, főiskolára ment. Felvételt nyert a Princetonra, a Brownra, a Columbiára, a Northwesternbe, a Carnegie-Mellonra és a Cornellre. A New Yorktól ötórányi útra lévő Cornellt választotta, mivel tervei szerint ott elkezdheti színészi karrierjét. Reeve élvezte az itt töltött éveket. Játszott Pozzóként a Godot-ra várva”, Segismundóként „Az élet egy álom” és Polixenesként a „Téli mese” című darabokban. „Újonc” éveiben kapott egy levelet Stark Hesseltine-tól, aki olyan hírességeket fedezett fel, mint Robert Redford, Michael Douglas, Susan Sarandon és Richard Chamberlain. Hesseltine látta Christophert alakítani az Egy hónap vidékenben, és foglalkozni akart vele. Két találkozás után elhatározta, hogy ahelyett, hogy kihagyja az iskolát, havonta egyszer New Yorkba megy, ügynökökkel és producerekkel találkozik, hogy munkát találjon a nyári szünet idejére.
Ezen a nyáron a Negyven Karát Produkcióval utazott Eleanor Parkerrel. A következő nyáron teljes szezonra szerződést ír alá a San Diegói Shakespeare-fesztivállal, olyan szerepekben, mint IV. Eduárd, III. Richárd (dráma), Fenton (A windsori víg nők) és Dumaine (Lóvátett lovagok) az Old Globe Színházban.
A harmadik év megkezdése előtt (Cornell) Reeve tett egy háromhónapos kitérőt. Glasgow-ba repült, hogy színházi előadást lásson Angliában és Skóciában egyaránt. Az Old Vic színházban színészeknek segített elsajátítani az amerikai akcentust. Ezután Párizsba repült, ahol folyékonyan beszélt franciául. Számos színházi előadást megtekintett, hogy belemerüljön a kultúrába, mielőtt végleg visszatér New Yorkba, hogy újból összejöjjön barátnőjével.

### Juilliard
Miután visszatért Európából, Reeve elhatározta, hogy kizárólag a színészkedésre fókuszál. A Cornellen azonban még intellektuális történelemből és fizikából le kellett volna tennie a vizsgákat. A színház igazgatója belement abba, hogy az elmaradt vizsgáit a Juilliard Schoolon tegye le az első évben. 1973-ban elsőévesként kezdett a Juilliardon. Christopher meghallgatása egy 10 tagú tantestület előtt zajlott, beleértve John Housemant, aki a The Paper Chase-ben nyújtott alakításáért Oscar-díjat kapott. Egyedül Reeve-et és Robin Williamst válogatták be a Juilliard nagy presztízsű Haladó Programjába. Több olyan osztályt tettek le együtt, ahol ők voltak az egyedüli tanulók. Edith Skinner dialektusóráján Williamsnek nem volt minden dialektusa olyan jó, mint Reeve-é, aki sokkal pedánsabb volt nála, ennek ellenére drámai alakításai mindenkire nagy hatással voltak. Williamst azonban sok tanár nem kedvelte mániákus komédiái miatt. Williams és Reeve szoros barátságban voltak egymással; együtt nevettek minden tréfán, és bizalmasan rábízták egymásra kapcsolataik problémáit. Egy találkozás során John Houseman azt mondta Reeve-nek: „Mr. Reeve. Borzasztóan fontos, hogy Önből komoly klasszikus színész váljék. Hacsak természetesen nem ajánlanak Önnek magas összeget azért, hogy mást csináljon.”
Houseman ekkor ajánlotta fel számára, hogy hagyja ott az iskolát, és élvezze a „színészipart” olyan színészek közt, mint Kevin Kline és David Ogden Stiers. Reeve elutasította, hiszen még nem kapta meg a baccalaureátusi fokozatot a Cornelltől. 1974 őszén Christopher és pár juilliardos diák New Yorkba utazott, hogy eljátsszák A szerelem gyógyít című darabot egy középiskolában. Egy előadáson Reeve, aki egy hőst alakított, túl magasra rántotta ki kardját, és véletlenül összetörte a fölötte levő világítást. A diákok tapsoltak és éljeneztek. Reeve később elmondta, ekkor kapta élete legnagyobb ovációját. Miután Reeve befejezte az első évet a Juilliardon, megkapta a diplomáját a Cornellen 1974-ben.

## Pályafutása
1974-ben szerepet vállalt a Love of Life című sorozatban, mert szüksége volt a pénzre. Ben Harpert alakította, aki egy ellenséges karakter, ennek következtében bűnöző és többnejű magatartás jellemezte. Augusztustól a szereplő kezdett egyre népszerűbbé válni, így a show nézettsége az egekig emelkedett. Reeve nem volt már többé névtelen, ismeretlen színész.
A tévésorozatok fárasztó munkamenete a Juilliardról való kicsapását eredményezte. A HB Stúdiónál kezdett színészként, amit a New York-i színházban folytatott. A Berchtesgadenben is szerepet kapott mint német katona. 1975 végén szerepet kapott az A Matter Of Gravity című darabban Katharine Hepburn unokájának szerepében.
Első hollywoodi filmszerepét a Mélytengeri vészjelzés című filmben kapta, 1978-ban. Ezt követően a My Life című színdarabban játszott William Hurttel.

### Superman
1978-ban főszerepet kapott a Superman című filmben. Reeve a szerep kedvéért hozta magát jobb kondícióba, ugyanis ellenezte, hogy a kék ruha alatt töméseket kelljen alkalmazni. Ennek eredményeként a kaszkadőrjelenetek nagy részét is vele forgatták. Miután 1978 és 1987 között négyszer is magára öltötte Superman jelmezét, balesetét követően kétszer is szerepelt a Superman fiatalkorát feldolgozó Smallville című sorozatban, dr. Virgil Swann személyében 2003-ban és 2004-ben.

## Magánélete
1978-tól 1987-ig élettársi kapcsolatban volt Gae Extonnal, két gyermekük született: Matthew és Alexandra.
Öt évvel szakításuk után 1992 áprilisában elvette Dana Morosini színésznőt, aki a haláláig kitartott mellette. Egy közös gyermekük született, akit William névre kereszteltek. Morosini kevéssel élte túl férjét, ugyanis 2006 márciusában ő is elhunyt tüdőrákban. A Superman visszatér neki is emléket állít.

## Filmográfia

### Film
| Év   | Magyar cím                              | Eredeti cím                         | Szerep                                               | Magyar hang          |
| ---- | --------------------------------------- | ----------------------------------- | ---------------------------------------------------- | -------------------- |
| 1978 | Mélytengeri vészjelzés                  | Gray Lady Down                      | JG Phillips hadnagy                                  | Salinger Gábor       |
| 1978 | Superman                                | Superman                            | Kal-El / Clark Kent / Superman                       | Rátóti Zoltán        |
| 1978 | Superman                                | Superman                            | Kal-El / Clark Kent / Superman                       | Széles Tamás         |
| 1978 | Superman                                | Superman                            | Kal-El / Clark Kent / Superman                       | Rátóti Zoltán        |
| 1980 | Valahol, valamikor                      | Somewhere in Time                   | Richard Collier                                      | Görög László         |
| 1980 | Superman II.                            | Superman II                         | Clark Kent / Superman                                | Rátóti Zoltán        |
| 1982 | Halálcsapda                             | Deathtrap                           | Clifford Anderson                                    | Gáspár Sándor        |
| 1982 |                                         | Monsignor                           | John Flaherty atya                                   |                      |
| 1983 | Superman III.                           | Superman III                        | Clark Kent / Superman / Evil Superman                | Kautzky Armand       |
| 1983 | Superman III.                           | Superman III                        | Clark Kent / Superman / Evil Superman                | Rátóti Zoltán        |
| 1984 | A bostoniak                             | The Bostonians                      | Basil Ransome                                        | Haás Vander Péter    |
| 1985 | A pilóta                                | The Aviator                         | Edgar Anscombe                                       | Kálid Artúr          |
| 1987 | A hamis riport                          | Street Smart                        | Jonathan Fisher                                      | Gergely Róbert       |
| 1987 | Superman IV. – A sötétség hatalma       | Superman IV: The Quest for Peace    | Clark Kent / Superman                                | Lux Ádám             |
| 1987 | Superman IV. – A sötétség hatalma       | Superman IV: The Quest for Peace    | Clark Kent / Superman                                | Csankó Zoltán        |
| 1987 | Superman IV. – A sötétség hatalma       | Superman IV: The Quest for Peace    | Clark Kent / Superman                                | Rátóti Zoltán        |
| 1988 | Szemenszedett szenzáció                 | Switching Channels                  | Blaine Bingham                                       | Gergely Róbert       |
| 1992 | Függöny fel!                            | Noises Off                          | Frederick Dallas / Philip Brent                      | Barbinek Péter       |
| 1993 | A szerelem börtönében                   | Morning Glory                       | Will Parker                                          | Szabó Sipos Barnabás |
| 1993 | Napok romjai                            | The Remains of the Day              | Jack Lewis                                           | Sörös Sándor         |
| 1994 | Hallgass velem                          | Speechless                          | Bob 'Baghdad' Freed                                  | Németh Gábor         |
| 1994 | Hallgass velem                          | Speechless                          | Bob 'Baghdad' Freed                                  | Laklóth Aladár       |
| 1995 | Elátkozottak faluja                     | Village of the Damned               | Dr. Alan Chaffee                                     | Weil Róbert          |
| 2006 | Kis nagy hős                            | Everyone's Hero                     | nem szerepel                                         |                      |
| 2006 | Superman II.: A Richard Donner-változat | Superman II: The Richard Donner Cut | - Kal-El / Clark Kent / Superman - (archív felvétel) |                      |
| 2007 |                                         | Christopher Reeve: Hope in Motion   | önmaga                                               |                      |

### Televízió
Váratlan utazás 3. Évad 7. Epizód 